# Тополёвый трубковёрт
Тополёвый трубковёрт, или долгоносик-прыгун тополёвый, или тополёвый слоник (лат. Byctiscus populi) — жук из подсемейства букарок.
Сверху серо-зеленого цвета с медным или золотистым отливом; хоботок, нижняя сторона тела и ноги синие; лоб с довольно глубокой бороздой; длина 4 — 5 мм.
Водится во всей Европе, встречаясь очень часто на осинах и тополях; самки свёртывают листья и откладывают в них яички, а иногда откладывают их также в молодые побеги.

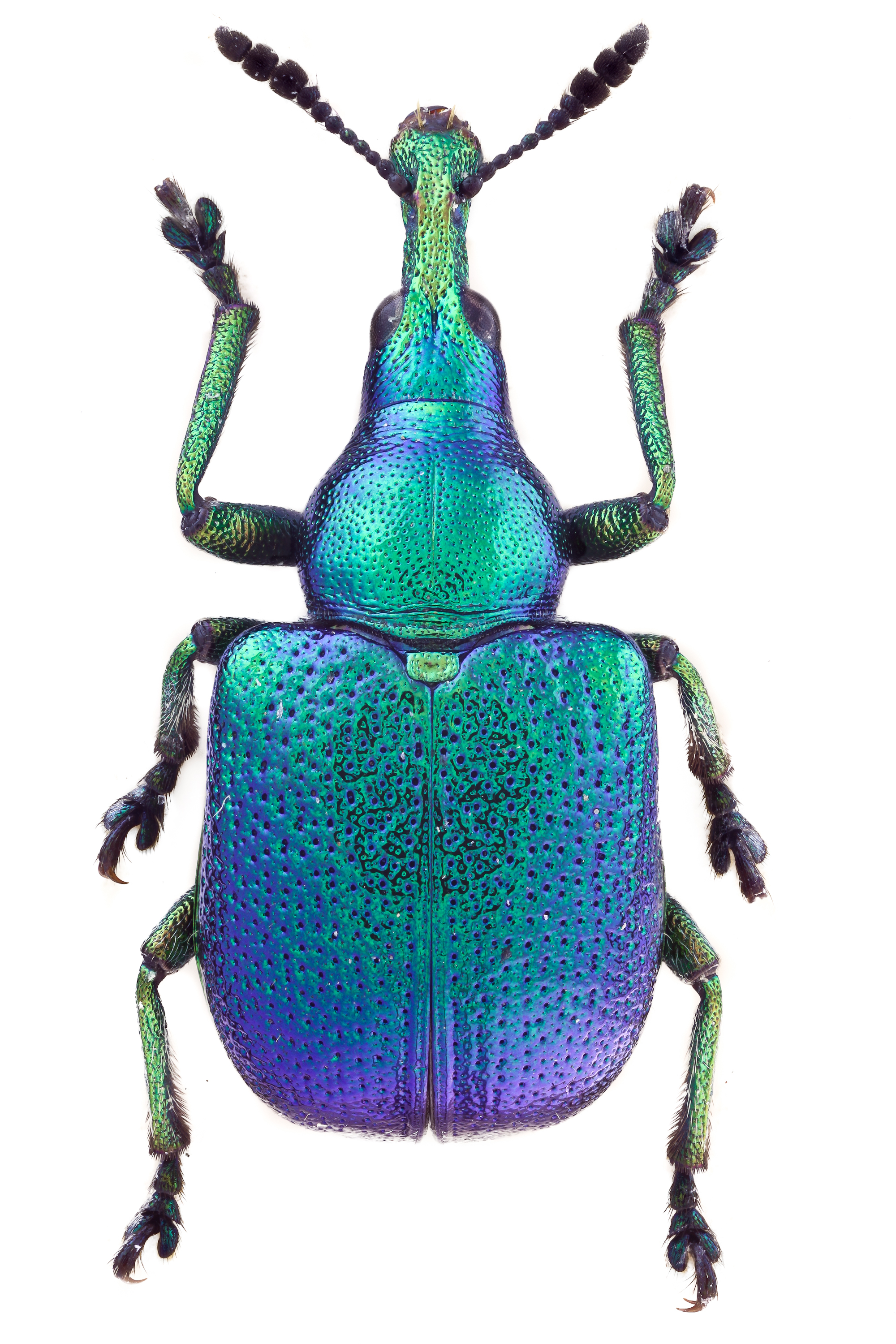
Самка

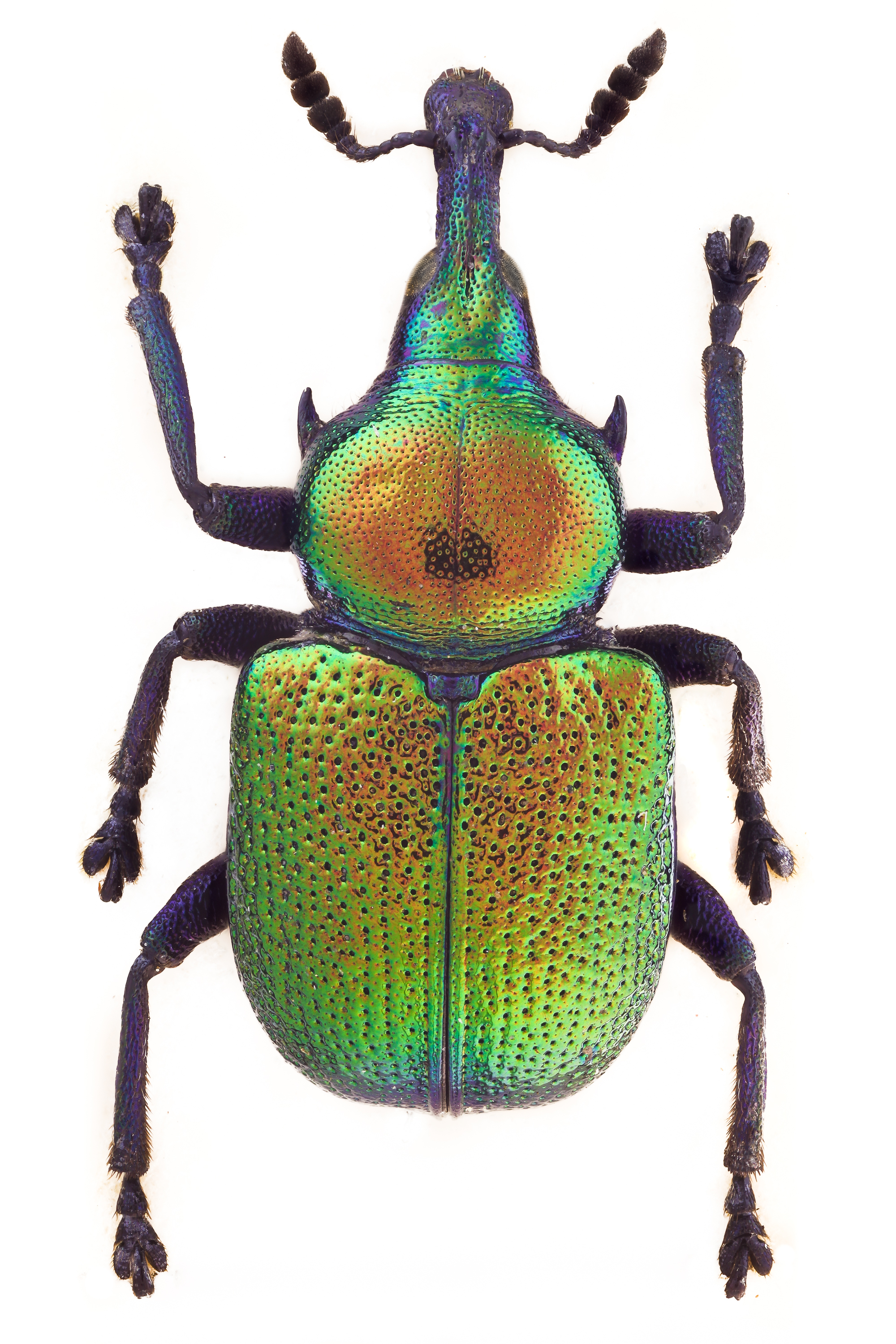
Самец